# Luis Rijo
Luis Alberto Rijo (1927. szeptember 28. – 2001. május 8.) világbajnok uruguayi labdarúgó, csatár.

## Pályafutása
Az egész pályafutását a Central Español csapatában töltötte. 2005-ben a klub centenáriumára megjelenő bélyegen ő, Víctor Rodríguez Andrade és Juan López Fontana látható.
Az 1950-es brazíliai világbajnokságon tagja volt a világbajnoki aranyérmet szerző csapatnak, de sem a tornán, sem máskor nem lépett pályára az uruguayi válogatottban.

## Sikerei, díjai
Uruguay
- Világbajnokság
  - aranyérmes: 1950, Brazília